# Ламартинова улица (Београд)
| ЛАМАРТИНОВА · улица | ЛАМАРТИНОВА · улица |
| ------------------- | ------------------- |
|                     |                     |
| Општина             | Врачар              |
| Почетак             | Улица Петра Кочића  |
| Крај                | Небојшина улица     |
| Дужина              | 400 m               |
|                     |                     |
|                     |                     |

Ламартинова улица се налази на Врачару, у Београду. Простире се од улице Петра Кочића, сече Браничевску и улази у Небојшину улицу.

## Име улице
Улица је добила име по Алфонсу де Ламартину (1790—1869), француском књижевнику и политичару. Био је члан Француске академије наука од 1829. године. Радио је за француску дипломатију, а једно време био и министар иностраних послова. Предвидео је уједињење јужнословенских народа.
У Карађорђевом парку, недалеко од улице, налази се биста француског књижевника Ламартина, откривена 1933. године која носи натпис „Ламартину пророку југословенског уједињења”.

## Ламартиновом улицом
У Ламартиновој бр. 10 налази се споменик културе Кућа архитекте Момира Коруновића.

## Галерија
- Споменик Ламартину у Карађорђевом парку, Београд
- Кућа архитекте Момира Коруновића, Ламартинова 10